# イワウチワ
イワウチワ（岩団扇、学名：Shortia uniflora）は、イワウメ科イワウチワ属の多年草。

## 特徴
葉の長さと幅は2.5-7 cmで、円形で端は小さな鋸形状。葉の基部が深く心形となる。

開花時期は4-5月。花は薄紅色で、葉腋から伸た花茎に1輪付ける。花弁は直径3 cm程で、5つに裂け、5個の雄しべがある。花弁はやがて、花茎から分離して落下する。

和名は葉の形状が団扇に似た形状であることに由来する。

## 分布と生育環境
本州の中国地方以北の山地帯の林内や林縁に分布し、雪解け後に広葉樹林帯などで見られる。日本の固有種。基準標本は、岩手県のもの。

富山県宇奈月町の町の花のひとつ。田中澄江の著者『花の百名山』で、大岳山を代表する花として紹介された。また『新・花の百名山』で雲取山を代表する花としても紹介された。山野草として苗が販売されている。

## 種の保全状況評価
日本の各都道府県で、以下のレッドリストの指定を受けている。環境省としての、レッドリストの指定はない。
- 絶滅危惧種（絶滅危惧IB類・EN） - 山梨県
- 危急種（絶滅危惧II類・VU） - 宮城県、茨城県、三重県、兵庫県
- 準絶滅危惧（NT） - 東京都、鳥取県

環境省により、上信越高原国立公園・中部山岳国立公園・八ヶ岳中信高原国定公園などで自然公園指定植物となっている。 

## 近縁種
以下の変種などの近縁種がある。葉は同じ科のイワカガミ属イワカガミと非常に似ている。葉の形状に個体差はあるが、イワカガミの方が周囲の鋸形状が鋭く葉の光沢が強い。開花時期は、イワウチワの方が早い。
- アマミイワウチワ（奄美岩団扇、学名：Shortia rotundifolia var. amamiana）

奄美の固有の変種で、ごく限れた箇所に分布する。環境省のレッドリストでは絶滅寸前（絶滅危惧IA類・CR）と評価されている。
絶滅危惧IA類 (CR)（環境省レッドリスト）
- オオイワウチワ（大岩団扇、学名：Shortia uniflora var. uniflora）
- コイワウチワ（小岩団扇、学名：Shortia uniflora var. kantoensis）
- トクワカソウ（徳若草、学名：Shortia uniflora var. orbicularis）
- シマイワウチワ（島岩団扇、学名：Shortia rotundifolia）

沖縄、台湾に分布し、白い花を咲かせる。環境省のレッドリストでは準絶滅危惧（NT）と評価されている。
準絶滅危惧（NT）（環境省レッドリスト）

## 関連画像
|                                   |                                       |                                                 |                         |
| 蕾と団扇に似た形状の葉 花房山にて | 群落の蕾 貝月山（岐阜県揖斐川町）にて | 5つの花弁と5つの雄しべの花 両白山地の日照岳にて | 落下した花弁 鎌ヶ岳にて |